# 奈奧格·索希普
奈奧格·索希普（Nyog'Sothep）是克蘇魯神話中一個神秘的外神（Outer Gods），有關他的一切我們知之甚少。甚至他的名字都只不過是一個密碼——Nyog'Sothep，這個名字在外來神的黑暗語言中意為“隱之名”，奈奧格·索希普沒有崇拜者也沒在任何偉大的可怖文字記載中出現過。在一本舊日支配者所撰寫的書《格拉基的啟示錄》中，被認為有模糊地提到過他，但那是已知的關於這個“無名之霧”的極限。
據說他表現為一片能覆蓋整個國家的浩瀚雲霧，或者一個充滿了幻影般的眼睛和口的霧氣柱，且無人知道其中會潛伏著何種恐怖。
由於其名稱「無名之霧」（The Nameless Mist），常被誤認為猶格·索托斯，实际上他与猶格·索托斯也有著密切的聯繫。林·卡特在《暗夜呢喃》（The Whisperer in Darkness）中稱不可提及名字的偉大存在（Magnum Innominandum）和無名之霧是同一存在。